# Alfred Chanzy
Antoine  ou Alfred Chanzy, né le 18 mars 1823 à Nouart dans les Ardennes et mort le 5 janvier 1883 à Châlons-en-Champagne, est un général français, gouverneur de l'Algérie, député des Ardennes.
Il est grand-croix de la Légion d'honneur.

## Biographie

### Famille

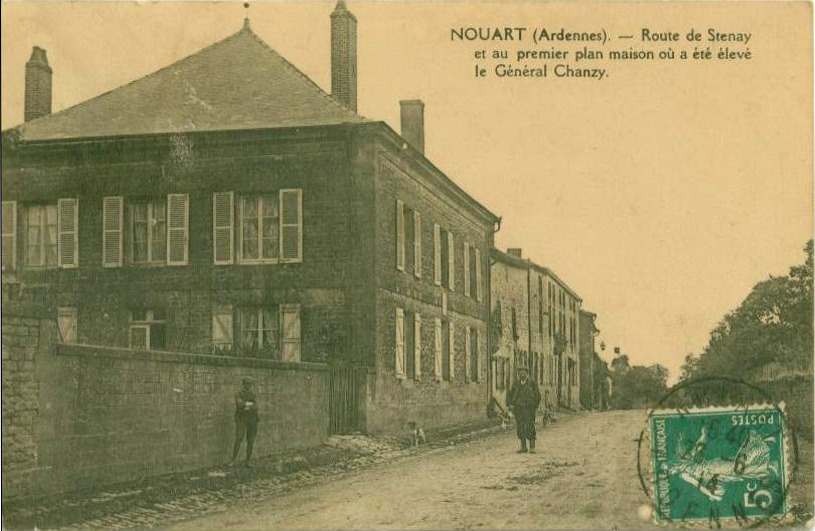
Maison natale d'Alfred Chanzy.

D'une famille d'agriculteurs, son père et son oncle se sont engagés dans les troupes napoléoniennes. L'oncle reste dans l'armée et devient capitaine de cuirassiers ; son père en revanche quitte le service après avoir été sous-officier et chevalier de la Légion d'honneur. Il obtient, à son retour en 1821, un poste de receveur des contributions directes, fonction administrative qui fait de lui un modeste fonctionnaire mais lui garantit une vie correcte pour lui et sa famille,.

### Carrière militaire

#### Formation
Après avoir suivi quelque temps les classes du collège de Sainte-Menehould, Chanzy s'engage à seize ans en 1839 comme timonier sur Le Neptune, mais le manque de bataille navale le déçoit. La frustration, et surtout les vexations des marins et un mal de mer chronique, ont raison de sa courte vocation et il quitte la Marine à son retour en France, le 10 décembre 1840. Il s'engage en 1841 au 5e régiment d'artillerie de Metz, puis suit les cours au Collège royal. Entré finalement à Saint-Cyr (133e sur 138 au concours d'entrée), élève studieux, il sort dans les vingt-cinq premiers de sa promotion.

#### Algérie
Nommé sous-lieutenant en 1843, il rejoint les zouaves commandés par Cavaignac à Blida en  Algérie où il restera seize ans. Lieutenant en 1848 au 43e régiment d’infanterie de ligne, capitaine en 1851 au 1er régiment de la Légion étrangère, il rejoint le service des bureaux arabes à Tlemcen puis à Oran. Il est promu chef de bataillon en 1856 au 23e de ligne.

#### Campagne d'Italie (1859)
En 1859, il participe à la campagne d'Italie, en particulier aux batailles de Magenta et Solférino au mois de juin. 

#### Expédition française en Syrie
Lieutenant-colonel au 71e régiment d’infanterie de ligne en avril 1860, il part en août avec le corps expéditionnaire en Syrie, où il est commandant du QG chargé des affaires politiques, grâce à sa connaissance de l'arabe,.

#### Retour en Algérie
Il effectue un séjour au corps d'occupation de Rome, au 72e de ligne, de 1861 à 1864. Colonel en 1864 du 48e régiment d'infanterie de ligne, il est de retour en Algérie avec son régiment, où il combat sur la frontière marocaine. Général de brigade en 1868, il exerce le commandement de subdivision à Sidi-Bel-Abbès, où il « nettoie » le Sud-Ouest des razzias de tribus marocaines. Il s'adjoint à cette époque comme plus proche collaborateur le futur général de Boisdeffre, qui le suit ensuite dans tous ses postes. Il est promu commandeur de la Légion d'honneur en juin 1870,.

#### Guerre de 1870

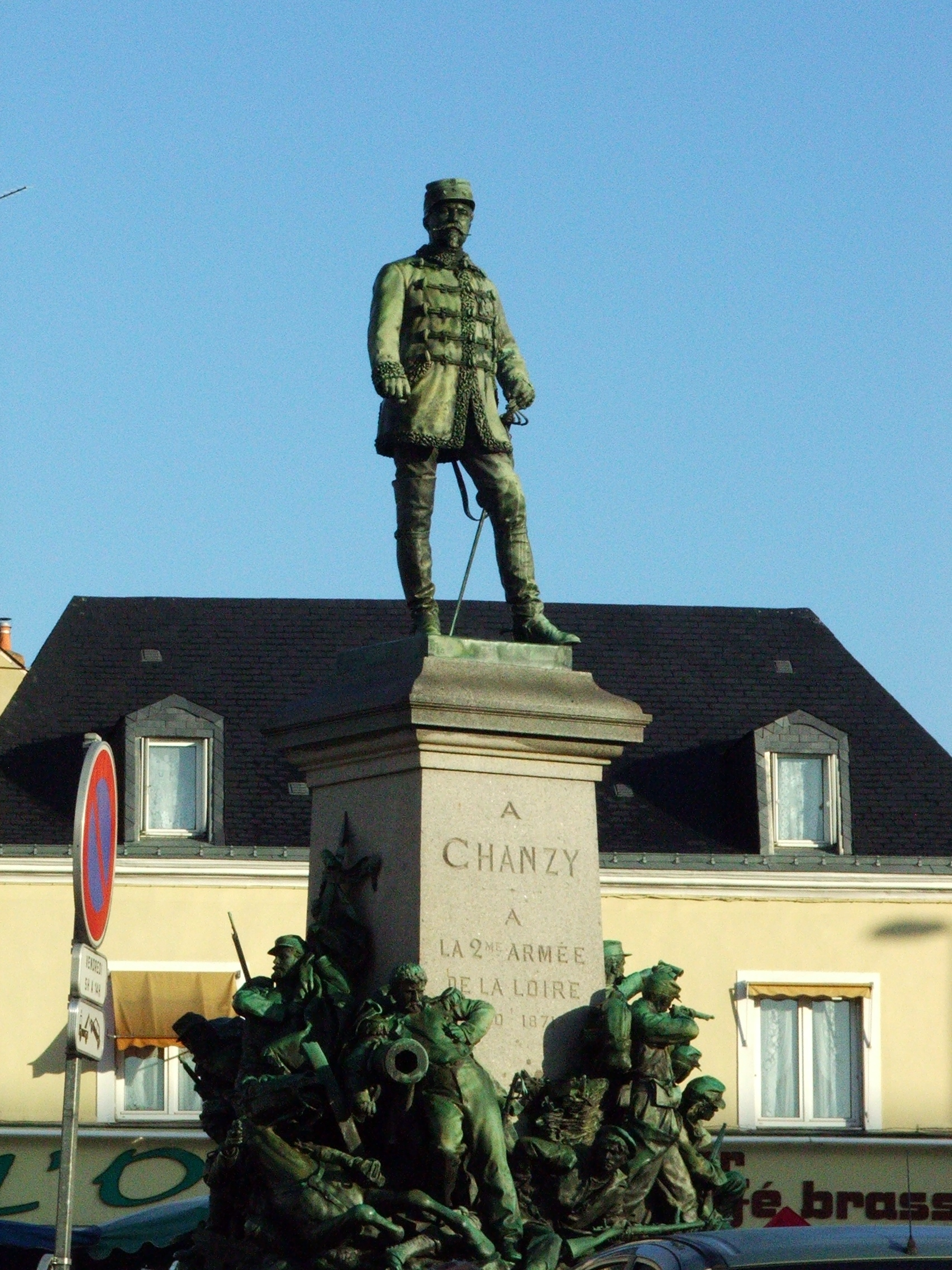
Statue-hommage à Chanzy au Mans.

Pendant la guerre franco-allemande de 1870, il se voit refuser un poste à l'armée du Rhin au début du conflit. Général de division, le 20 octobre 1870, sur intervention de Mac Mahon auprès de Gambetta, il est nommé chef du 16e corps de la première armée de la Loire. Il participe aux combats de Coulmiers et Loigny,.
Le 6 décembre, il est nommé commandant en chef de la seconde armée de la Loire composée des 17e et 18e corps d'armée, arrête un temps l'offensive allemande à Villorceau. Mais il ne peut progresser et se replie sur Vendôme, puis sur Le Mans où son armée est battue les 10 et 11 janvier 1871. Il se retire alors sur Laval le 16 janvier et sur la rive droite de la Mayenne, où le trouve l'armistice du 28 janvier 1871,.
La bataille du Mans est une défaite importante pour l'armée française. En 1871, une commission d'enquête est créée dont le rapport, accablant pour celle-là, est rédigé par l’historien breton Arthur de La Borderie.

### Carrière politique
Élu député des Ardennes en 1871 par 44 225 voix sur 57 130 votants, sans même avoir fait acte de candidature, il rejoint le gouvernement à Bordeaux, où il prône la poursuite de la résistance. Le 7 mars, l'armée de la Loire est dissoute.
Chanzy se rend à Paris le 18 mars, le jour-même où commence la Commune. Arrêté par les insurgés, il est menacé d'exécution, puis libéré. À Versailles, il se range avec les républicains modérés, est élu député des Ardennes et siège au centre gauche du 8 février 1871 au 7 mars 1876.

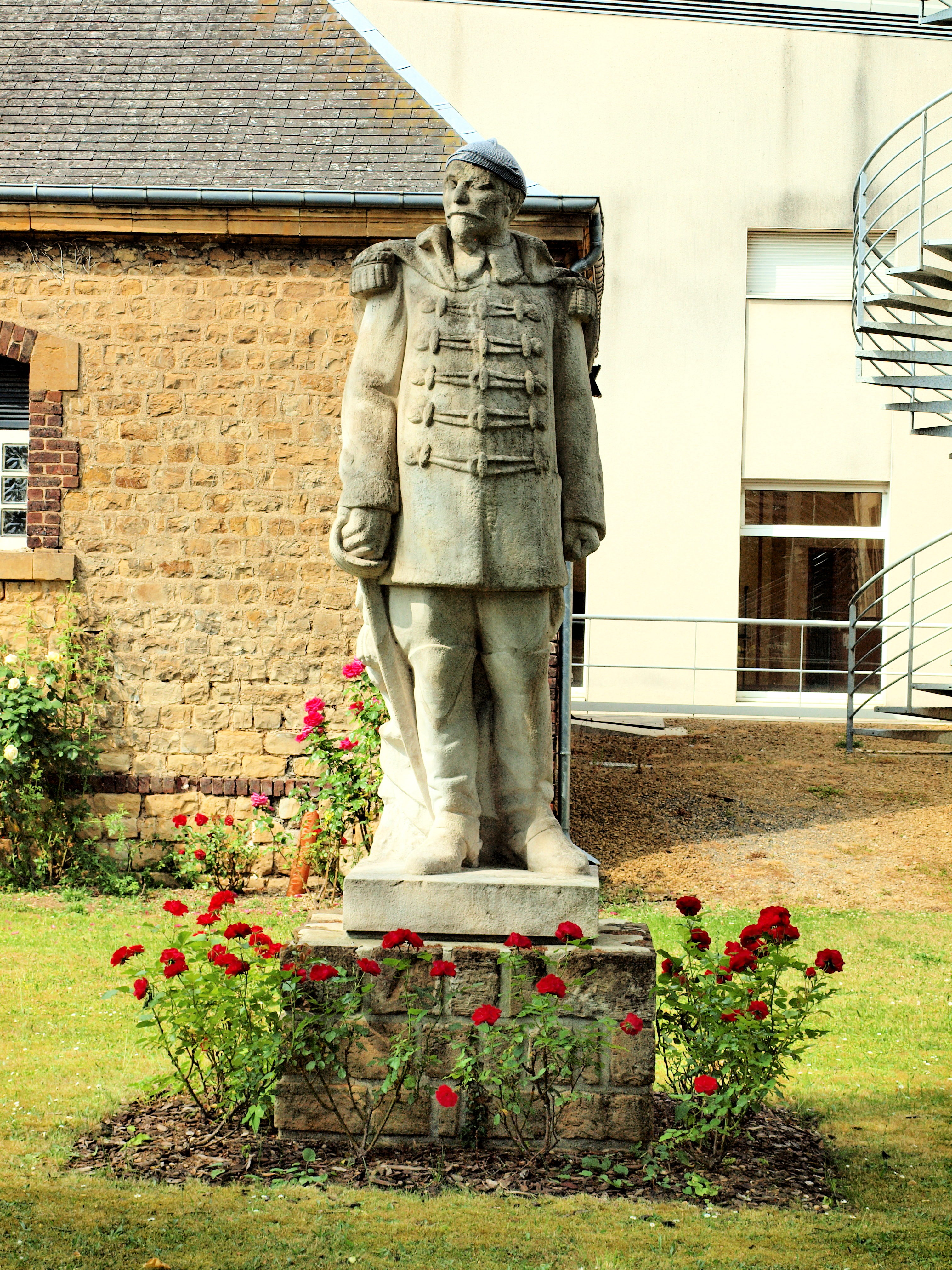
Au lycée Chanzy de Charleville.

Il est nommé sénateur inamovible en 1875 et est élu président du conseil général des Ardennes mais il reste en résidence à Alger. Au Sénat, il siège au centre gauche avec les républicains conservateurs.
Après la démission de Mac Mahon, bien que n'étant pas candidat, il obtient 14,8 % des voix contre Jules Grévy à l'élection présidentielle du 30 janvier 1879.

### Carrière administrative

#### Gouverneur de l'Algérie
À la tête du 7e corps d'armée en 1872, il est nommé, sur proposition du maréchal de Mac Mahon, « gouverneur général civil et commandant des forces de terre et de mer en Algérie » le 10 juin 1873 et à ce titre, chef du 19e corps d'armée créé en septembre 1873. 
Sous son administration la colonie connait des troubles et il est contraint de mettre Alger en état de siège par un arrêté du 29 mars 1874. Responsable, avec d'autres, d'une certaine modernisation de la colonie, avec la construction de lignes de chemins de fer et d’autres ouvrages civils, il inaugure une « exposition algérienne » en 1876 et demeure en poste près de six ans.

#### Ambassadeur en Russie
Après l'élection présidentielle, sa situation de gouverneur général devient impossible, et dès le 13 février 1879, il est nommé ambassadeur à Saint-Petersbourg et le 24 février, il est relevé officiellement de ses fonctions de gouverneur général de l'Algérie. Il reste en Russie pendant trois ans avant de démissionner à la suite d'un désaccord avec Gambetta.

#### Retour en France
En 1882, il est réintégré à l'État-Major général et nommé membre du conseil supérieur de la guerre. Il prend le commandement du 6e corps d'armée à Châlons-sur-Marne où une caserne porte son nom.
Il succombe brusquement à Châlons d'une hémorragie cérébrale, dans la nuit du 4 au 5 janvier 1883. Il est inhumé à Buzancy dans les Ardennes.

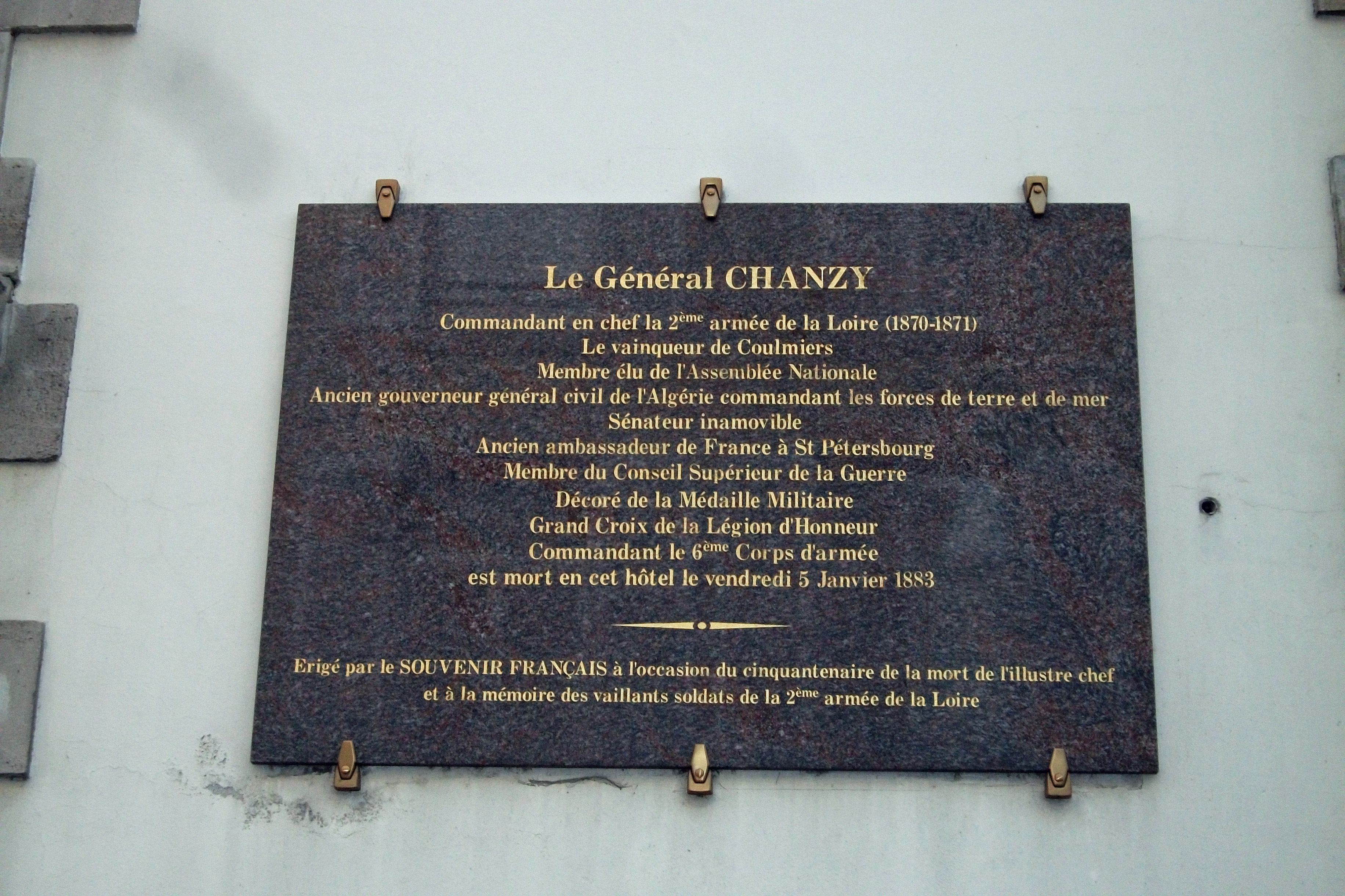
Plaque sur la maison de Châlons où il mourut.

Chanzy était catholique fervent et, bien qu'accusé d'être clérical, semble s'être toujours opposé à l'ultramontanisme.
Les papiers personnels d'Alfred Chanzy sont conservés aux Archives nationales sous la cote 270AP.

## Hommage, distinctions et héritage

### Décorations
- Grand-croix de la Légion d'honneur (décret du 22 août 1878[9])
- Médaille militaire (13 février 1872)
- Titulaire de nombreuses décorations étrangères :
  - Ordre de Charles III d'Espagne
  - Ordre de Saint-Grégoire-le-Grand
  - Ordre du Saint-Sépulcre
  - Ordre du Medjidie de Turquie
  - Grand-croix du Nichan Iftikhar de Tunis

### Hommages posthumes
- À Paris, 

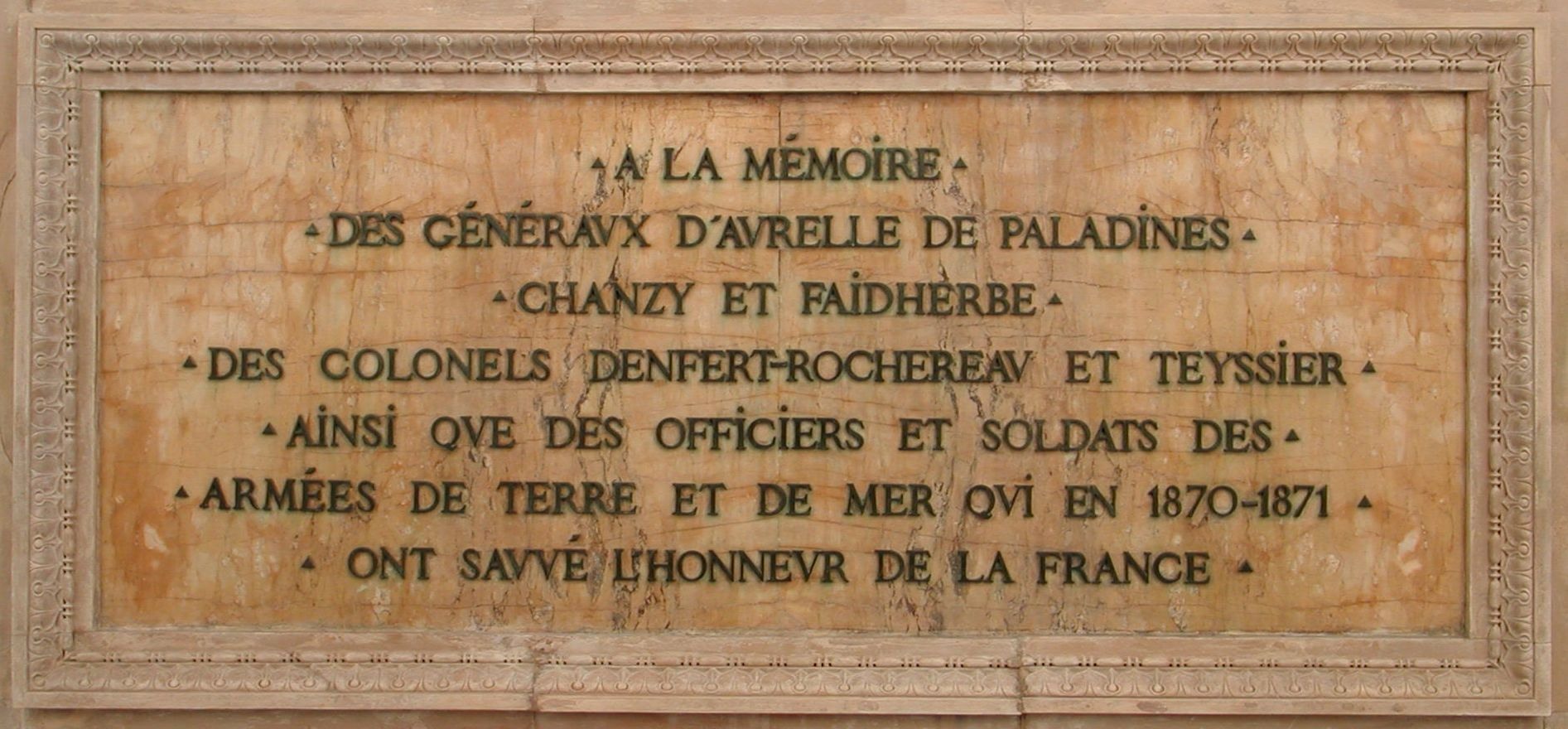
Inscription au Panthéon, Paris.

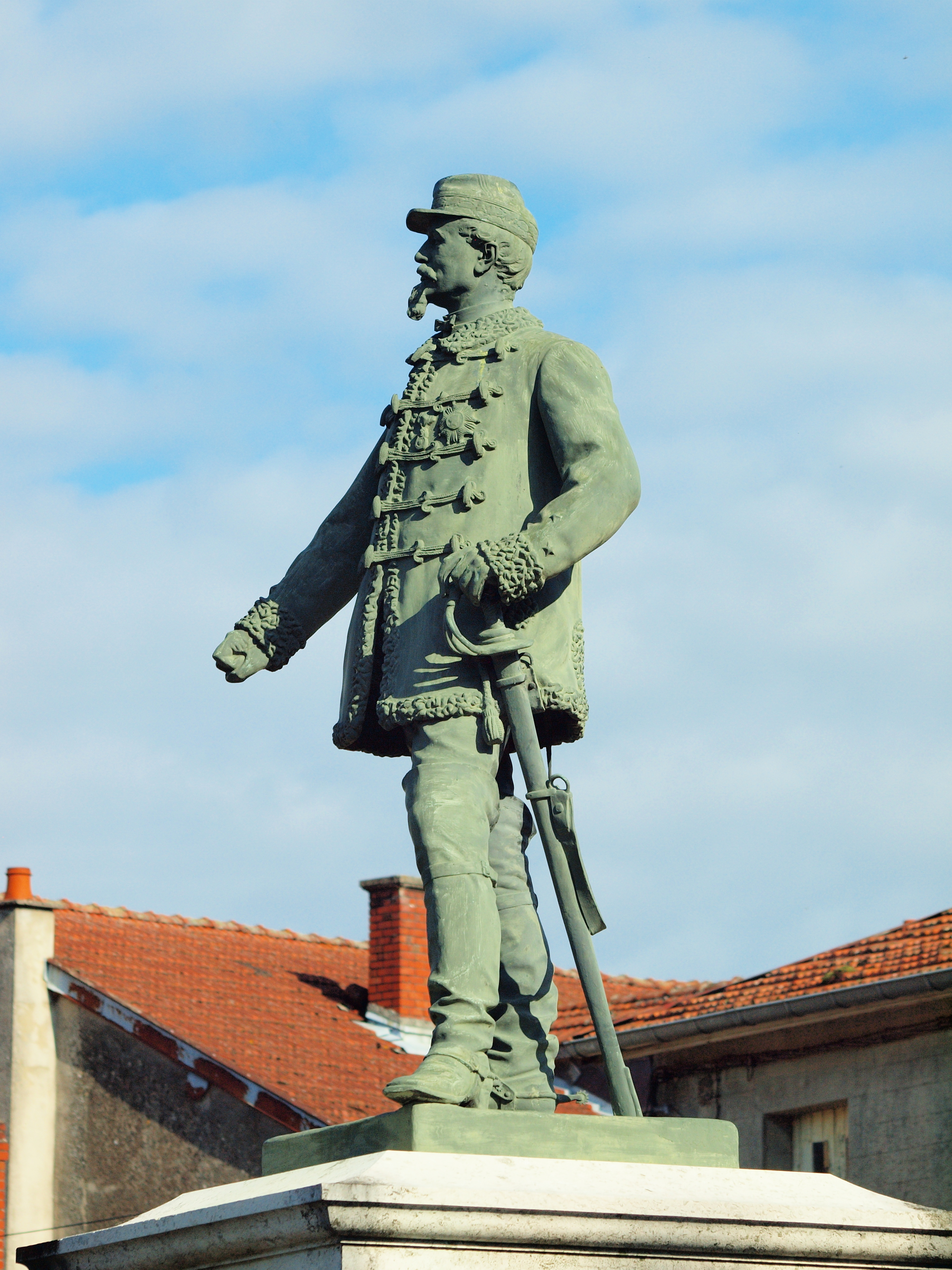
À Buzancy.

  - au Sénat, statue du général Chanzy,
  - au Panthéon, sous l'urne où repose le cœur de Léon Gambetta, une inscription rend hommage aux généraux de la guerre de 1870 :

« À la mémoire des généraux d'Aurelle de Paladines, Chanzy et Faidherbe, des colonels Denfert-Rochereau et Teyssier ainsi que des officiers et soldats des armées de terre et de mer qui en 1870-1871 ont sauvé l'honneur de la France »
- au Mans : statue du général Chanzy, sur le monument à la deuxième armée de la Loire dû à Gustave Crauk ;
- Dans les Ardennes :
  - à Buzancy (Ardennes) : statue du général Chanzy par Aristide Croisy ;
  - à Nouart : statue du général Chanzy ;
  - à Vouziers : buste du général Chanzy ;
  - ainsi qu'un lycée à Charleville-Mézières.

Plusieurs villes de France ont donné le nom d'Antoine ou d'Alfred Chanzy à une de leur rue : rue Chanzy .
En Charente, à Angoulême, existe un stade de football et de rugby nommé « stade Chanzy ».
En Algérie encore française, la bourgade de Chanzy, dans le département d’Oran, rappelait son souvenir ; elle se nomme maintenant Sidi Ali-Ben-Youb.

### Héritage
Il a donné son nom à un lycée reconnu dans le département des Ardennes (à Charleville-Mézières).